# Rajah Matanda
Rajah Ache (Abecedario: Rája Aché pronounced Aki), más conocido por su título Rajah Matanda (1480–1572), fue uno de los gobernantes de Maynila, una precolonial Indianizada e islamizada Estado de Tagalo a lo largo del río Pasig en lo que ahora es Manila, Filipinas. Ache gobernó Maynila, junto con Rajah Sulayman, y ellos, junto con su primo Lakan Dula, que era gobernante de Tondo. Eran tres "gobernantes supremos" con los que trató la expedición de Legazpi cuando llegaron a la zona del delta del río Pasig a principios de la década de 1570.

## Etimología
"Rajah Matandâ" significa "viejo gobernante" en Tagalo, y Joaquín afirma que el origen hindú-islámico del término "Rajah" indica que las casas nobles de Maynila en ese momento estaban organizadas de acuerdo con una orientación social musulmana, aunque los registros españoles indican que la gente común de Maynila practicaba el pag-aanito.
Los registros españoles se refieren a él como "Rajah Ache el Viejo". A veces también se le conoce como Rajah Laya, un nombre derivado de "Ladyang Matanda", una pronunciación local de su título.
Menos conocidos son los relatos de la Expedición de Magallanes en 1521, momento en el que Magallanes ya había sido asesinado y Sebastián Elcano había asumido el mando de la expedición. Estos relatos describen cómo Ache, que entonces se desempeñaba como comandante de las fuerzas navales del sultán de Brunéi, fue capturado por los hombres Sebastián Elcano. Estos hechos y los detalles del interrogatorio de Ache quedaron registrados en relatos de los hombres de Magallanes y Elcano, incluidos los expedicionarios Rodrigo de Aganduru Moriz, Gines de Mafra, y el escribano de la expedición Antonio Pigafetta.

## Primeros años, tal como se relata en la expedición de Elcano
Entre los relatos españoles sobre la captura de Ache, el de Rodrigo de Aganduru Moriz se considera entre los que registran extensamente las declaraciones de Ache. Por lo tanto, los detalles de los primeros años de Ache se basan generalmente en el relato de Aganduru Moriz.
Según este documento, el padre anónimo de Ache murió cuando él aún era muy joven, y su madre accedió como gobernante de Maynila. Mientras tanto, Ache se crio junto a su primo, el gobernante de Tondo, y algunos identifican a esta persona como Bunao Lakandula.
Durante este tiempo, el "joven príncipe" Ache se dio cuenta de que su primo, el gobernante de Tondo, que estaba invadiendo el territorio perteneciente a Maynila, se estaba aprovechando "disimuladamente" de su madre. Cuando Ache le pidió permiso a su madre para abordar este asunto, ella se negó y le dijo que se callara.
Ache no pudo aceptar esto, y por lo tanto dejó a Maynila con algunos de los hombres de confianza de su difunto padre para ver a su "abuelo", el Sultán de Brunéi, y solicitar ayuda. El sultán respondió otorgando a Ache un puesto como comandante de sus fuerzas navales. Pigafetta señaló que Ache era "muy temido en estos lugares", pero especialmente por los no musulmanes, que consideraban al sultán como un potentado enemigo. Fue un estricto ejecutor del gobierno islámico en Brunéi y Filipinas mientras libraba la guerra contra Tondo. El sultán lo elogió por saquear con éxito la ciudad budista de Loue en el suroeste de Borneo, que se adhirió a la antigua religión y se resistió a la autoridad del sultanato.

## Batalla con la Expedición de Sebastián Elcano (1521)
Aganduru Moriz cuenta que en 1521, Ache estaba al mando de la flota de Brunéi cuando se encontraron con lo que quedaba de la expedición de Magallanes, bajo el mando de Sebastián Elcano, en algún lugar del extremo sureste de Borneo. Rizal señala que Ache acababa de obtener una victoria naval en ese momento, y Rizal y Dery dicen que Ache se dirigía a casarse con una prima: un ritual que Scott describe como la forma habitual en que los nobles en ese momento ganaban influencia y poder. (Luciano PR Santiago señala que esta práctica ayuda a explicar las estrechas interrelaciones entre las casas gobernantes en Manila, Brunéi y Sulu. )
Dery señala que la decisión de Ache de atacar debe haber estado influenciada por el deseo de llevar el barco de Elcano de regreso a la bahía de Manila, para usarlo como palanca contra su primo, el gobernante de Tondo.
Elcano, sin embargo, pudo derrotar a Ache. Como resultado, Ache fue capturado y llevado a bordo del barco de Elcano. Según Scott, Ache finalmente fue liberado después de que se pagó un rescate.  Sin embargo, Ache dejó en la tripulación de Elcano un moro de habla hispana para ayudar al barco en el camino de regreso a España, "un moro que entendía algo de nuestra lengua castellana, que se llamaba Pazeculán".

## Reinado (hasta 1570)
En algún momento entre 1521 y 1570, Ache sucedió a su madre y se convirtió en Supremo Datu de Maynila, asumiendo el título de Rajah.
En el momento de los siguientes relatos históricos sobre Ache en 1570, su cogobernante era su sobrino, Sulayman, quien también ostentaba el título de Rajah. Esta situación, en la que Maynila parece ser una diarquía, ha sido interpretada por los eruditos de diferentes maneras. Luis Cámara Dery dice que cuando De Goiti llegó en 1570, el rajá Matanda ya había cedido la autoridad a su sobrino y heredero aparente, el rajá Sulayman, aunque todavía conservaba una influencia considerable. Según para William Henry Scott, sin embargo, Rajah Sulayman no fue proclamado gobernante supremo hasta la muerte de Rajah Matanda en 1572.

## Llegada de De Goiti (1570)
A fines de la década de 1560, Miguel López de Legazpi ya estaba buscando un lugar más adecuado para establecer la capital colonial española, habiendo encontrado primero Cebú y luego Iloilo indeseables debido a la insuficiencia de suministros de alimentos y ataques. por portugueses piratas. Estaba en Cebú cuando escuchó por primera vez sobre un asentamiento fortificado y bien abastecido en el norte, y envió mensajes de amistad a su gobernante, Rajah Matanda, a quien se dirigió como "Rey de Luzón". En 1570, Legazpi puso a Martín de Goiti al mando de una expedición al norte de Manila y le encargó negociar el establecimiento de un fuerte español allí.
Cuando llegaron las fuerzas de Goiti en 1570, Rajah Matanda les dio la bienvenida inicialmente. Pero justo cuando Matanda estaba recibiendo a De Goiti en la orilla, Rajah Sulayman y su grupo llegaron, adoptando una postura mucho más agresiva hacia los extranjeros. De Goiti comenzó a negociar con Matanda y Sulayman para que los españoles pudieran establecer su base de operaciones en Manila, pero las negociaciones se prolongaron durante varios días.
Cuando las negociaciones se rompieron, un malentendido entre las dos partes hizo que las fuerzas de Sulayman creyeran que estaban bajo ataque y tomaran represalias contra el grupo en tierra de De Goiti. En la batalla que siguió, la ciudad fortificada de Manila fue incendiada y el grupo de De Goiti superó temporalmente a Maynila.
Superado en número y temiendo que un cambio en los vientos estacionales lo atrapara en Manila, de Goiti decidió navegar de regreso a Legazpi en lugar de aprovechar su ventaja.

## Llegada de Legazpi (1571)
Al año siguiente, el propio Legazpi llega a Manila. Primero fue recibido por Lakandula de Tondo y luego por Rajah Matanda. Temiendo que su presencia exacerbaría el conflicto entre Maynila y los españoles, Sulayman no se reunió cara a cara con Legazpi hasta más tarde. Los gobernantes de Maynila y Tondo finalmente llegaron a un acuerdo con Legazpi, lo que le permitió reclamar Maynila para la corona de España, y la ciudad española de Manila nació en junio de 1571.

## Muerte (1572) y sucesión
En agosto de 1572, Rajah Matanda se enfermó y pidió ser bautizado en la Iglesia Católica. En el mismo año, sucumbió a su enfermedad.
Antes de morir, Legazpi concedió el deseo de Rajah Matanda de que Rajah Sulayman fuera declarado Gobernante supremo de Maynila. El autor anónimo de "Anonymous 1572 Relacion" (traducido en el Volumen 3 de Blair y Robertson) explica que esto estaba en consonancia con las leyes indígenas, que permitían que las herencias se traspasaran a los hijos "legítimos". Si bien Rajah Matanda de hecho tuvo hijos, no nacieron de su "esposa legítima". El autor anónimo de la relación, explicando la costumbre tal como la entendía, dice:

Hay una ley entre los nativos, que cuantas mujeres tenga un hombre, entre todas tenga a una como su esposa legítima; y si al morir no tuviere hijos de esta mujer, los hijos de las otras no heredarán. Como ilustración de la verdad de esto, uno puede citar la muerte de Laya, a quien ya he mencionado. Cuando murió este hombre, cristiano, no tuvo hijos de su mujer legítima, y aunque tuvo muchos de sus otras mujeres, no heredaron; por tanto su propiedad descendió a un sobrino legítimo suyo. Es cierto, sin embargo, que los hijos bastardos pueden despojarlos de sus bienes.

## Descendientes
Según una investigación de archivo del historiador Luis Camara Dery, Rajah Matanda had at least two sons and one daughter: Don Ambrocio Mag-isa Ladyangbata, Don Luis Ylao, and Doña Maria Bolactala.
Dery teoriza que, a diferencia de su padre, que se había hecho amigo de los españoles, estos hermanos "parecían ser tibios con los españoles", por lo que los privilegios y exenciones concedidos a los descendientes de Matanda por Legazpi solo eran reclamados por sus hijos y nietos: la tercera (a partir de 1612) y la cuarta (a partir de 1679) generación de Rajah Matanda.
A partir de 1696, los descendientes de Rajah Matanda habían atravesado tiempos difíciles, como señala Dery: 

Desde sus vastos dominios en Manila y Bulacan, los descendientes de Rajah Matanda fueron desplazados y trasladados a las ciudades periféricas de Malate y Ermita. Sus nombramientos como Maestras de Campo, Capitanes de Infantería, Cabezas de Barangay, etc. les acarrearon innumerables gastos, empobrecimientos y prisiones. Sus nombramientos en dichos cargos los obligaron a asumir numerosos gastos por y en favor del gobierno colonial que éste dejó de retribuir o se olvidó convenientemente de retribuir. El paso del tiempo finalmente encontró a los descendientes [...] tan indigentes que ni siquiera podían pagar la media anata (tasa de título a pagar antes de que el receptor pudiera disfrutar de la exención colonial).